# Iflix
Iflix (zapis stylizowany: iflix) – międzynarodowa platforma wideo na życzenie, oferująca dostęp do filmów i seriali poprzez media strumieniowe. Serwis jest zorientowany na rynki wschodzące, a siedziba firmy mieści się w Kuala Lumpur w Malezji.
Iflix jest dostępny w 13 krajach Azji, m.in. w Malezji, Indonezji, Tajlandii, Pakistanie, Birmie, Wietnamie, Kambodży, Nepalu i na Filipinach. W marcu 2019 r. Iflix liczył 25 mln abonentów.
W 2020 r. platforma została przejęta przez Tencent.